# Sandra Díaz
Sandra Díaz (castellà: Sandra Myrna Díaz)  (Bell Ville, 27 d'octubre de 1961) és una científica biòloga argentina, professora d’ecologia en la Universitat Nacional de Córdoba. Estudia els trets funcionals de les plantes i investiga com les plantes afecten l'ecosistema. Es considerada un dels científics més influents del món.
Integra diverses entitats científiques, entre les quals es troben el Grup Intergovernamental d'Experts sobre el Canvi Climàtic -al que fou atorgat el Premi Nobel de la Pau en 2007, l'Acadèmia de Ciències dels Països en Desenvolupament i de l'Acadèmia Nacional de Ciències Exactes, Físiques i Naturals de l'Argentina, a més de ser un dels quatre professionals argentins que pertanyen a l'Acadèmia Nacional de Ciències dels Estats Units. També és membre de l'Acadèmia Francesa de Ciències.
És Investigadora Superior del Consell Nacional de Recerques Científiques i Tècniques (CONICET) i Directora del Nucli DiverSus de Recerques sobre Diversitat i Sustentabilitat.
El 2013 va rebre el Premi Konex de Platí en Ciència i Tecnologia. És la única argentina que figura entre els científics més influents del món, en el llistat preparat per l'agència Thomson Reuters, que inclou a 3200 investigadors de 21 disciplines, sobre la base d'un sondeig de diferents plataformes de ciència, on va escollir els treballs científics més esmentats entre els anys 2002 i 2013.
L'any 2017 va ser distingida amb el Premi Ramon Margalef d'Ecologia que atorga la Generalitat de Catalunya El 2019 va rebre el Premi Princesa d’Astúries d’Investigació Científica i Tècnica 2019.
El 2007 el Grup Intergovernamental d'Experts sobre el Canvi Climàtic en el qual treballava va guanyar el Premi Nóbel de la Pau. La funció del Grup era «analitzar, de forma exhaustiva, objectiva, oberta i transparent, la informació científica, tècnica i socioeconòmica rellevant per entendre els elements científics del risc que suposa el canvi climàtic provocat per les activitats humanes, les seves possibles repercussions i les possibilitats d'adaptació i atenuació del mateix».
Des de 2009 Díaz és membre de l'Acadèmia Nacional de Ciències dels Estats Units sent la primera dona de l'Argentina triada per aquesta Acadèmia. Des de 2010 és membre de l'Acadèmia de Ciències dels Països en Desenvolupament i des de 2012 l'és de l'Acadèmia Nacional de Ciències i de l'Acadèmia Nacional de Ciències Exactes, Físiques i Naturals de la República Argentina. Des de 2016 és membre de l'Acadèmia Francesa de Ciències.

## Contribucions
Sandra Díaz va descobrir, al costat d'un grup d'investigadors del CONCIENT, una nova eina metodològica que permet quantificar els efectes i beneficis de la biodiversitat de les plantes en un ecosistema determinat, aportant coneixement al debat sobre el canvi en l'ús de la terra.
Sandra Díaz ha realitzat diverses comparacions transregionals des del punt de vista dels caràcters de la vegetació i ha desenvolupat la base de dades de caràcters de plantes més completa d'Amèrica Llatina. També ha establert un dels primers experiments a Amèrica sobre el paper de diversitat biològica en el funcionament d'un ecosistema.
Investiga les interrelacions entre la biodiversitat i els canvis ambientals globals, entenent per tals no només canvis de clima sinó canvis de l'ús de la terra. Per a ella «la biodiversitat influeix directament en la nostra capacitat de contrarestrar el canvi global», per això investiga «com els organismes que viuen en un lloc afecten la productivitat i la fertilitat d'un sistema, la capacitat d'aquest sistema de persistir, de regular-se i de produir beneficis a diferents actors de la societat». Li interessa veure que passa quan canvien les espècies vegetals que predominen en un lloc determinat. Això té aplicacions pràctiques, per exemple, «alguns ens governamentals estan molt interessats en el segrest de carboni, és a dir, tractar de conservar la major quantitat de carboni dins dels ecosistemes perquè vagi a l'atmosfera i contribueixi a l'escalfament global».
Considerada una reconeguda investigadora experta en l'estudi de l’impacte del canvi ambiental global sobre la biodiversitat regional dels ecosistemes vegetals, el 2017 va rebre el Premi Ramon Margalef d'Ecologia per la seva contribució a l’avanç de l'ecologia fonamental.

## Premis
- Homenatge en la Legislatura.[21]
- Premi Cozzarelli 2007 atorgat per l'Acadèmia Nacional de Ciències dels Estats Units.[22]
- Premi Nobel 2007 atorgat al Grup Intergovernamental d'Experts sobre el Canvi Climàtic del que era membre.[23]
- Premio Dona Destacada de l'any de la Província de Còrdova en 2012.[24]
- Diploma al Mèrit en Biologia i Ecologia, Fundació Konex, 2013.[25]
- Premi Konex de Platí en Biologia i Ecologia.[5]
- Premi Internacional Zayed al lideratge en el medi ambient, com a membre de la Avaluación dels Ecosistemes del Mil·lenni, per promoure el desenvolupament sostenible i protegir el medi ambient. El Premi Zayed, que atorga el Jurat Internacional Zayed i dotat d'un milió de dòlars, va ser creat per Sheik Mohammad Bin Rashid Al Maktoum, príncep de Dubái i ministre de Defensa dels Unió dels Emirats Àrabs, per impulsar el compromís amb el medi ambient del sultà Sheik Zayed Bin. el guardó s'ha concedit a l'ex president dels Estats Units, Jimmy Carter, i a la BBC de Londres. El Secretari General de l'ONU, Kofi Annan,[26]
- Premi Bernardo Houssay 2013.[27]
- Membre Honorari de la Societat Britànica d'Ecologia 2013.[28]
- Premi Ramon Margalef d'Ecologia que atorga la Generalitat de Catalunya l'any 2017.[29]
- Premi Princesa d’Astúries d’Investigació Científica i Tècnica 2019.[13]